# Nikotwasik Lake
Nikotwasik Lake är en sjö i Kanada.   Den ligger i provinsen Manitoba, i den centrala delen av landet, 2 100 km nordväst om huvudstaden Ottawa. Nikotwasik Lake ligger 318 meter över havet. Arean är 0,42 kvadratkilometer. Den ligger vid sjöarna  Lucile Lake och Niyanun Lake. Den sträcker sig 1,0 kilometer i nord-sydlig riktning, och 1,3 kilometer i öst-västlig riktning.
I omgivningarna runt Nikotwasik Lake växer i huvudsak barrskog. Trakten runt Nikotwasik Lake är nära nog obefolkad, med mindre än två invånare per kvadratkilometer.